# 1282 Utopia
1282 Utopia eller 1933 QM1 är en asteroid i huvudbältet som upptäcktes 17 augusti 1933 av den sydafrikanske astronomen Cyril V. Jackson i Johannesburg. Det har fått sitt namn efter den fiktiva platsen Utopia.
Asteroiden har en diameter på ungefär 57 kilometer.